# Georges Buysse
Pour les autres membres de la famille, voir Famille Buysse.
Pour les articles homonymes, voir Buysse.

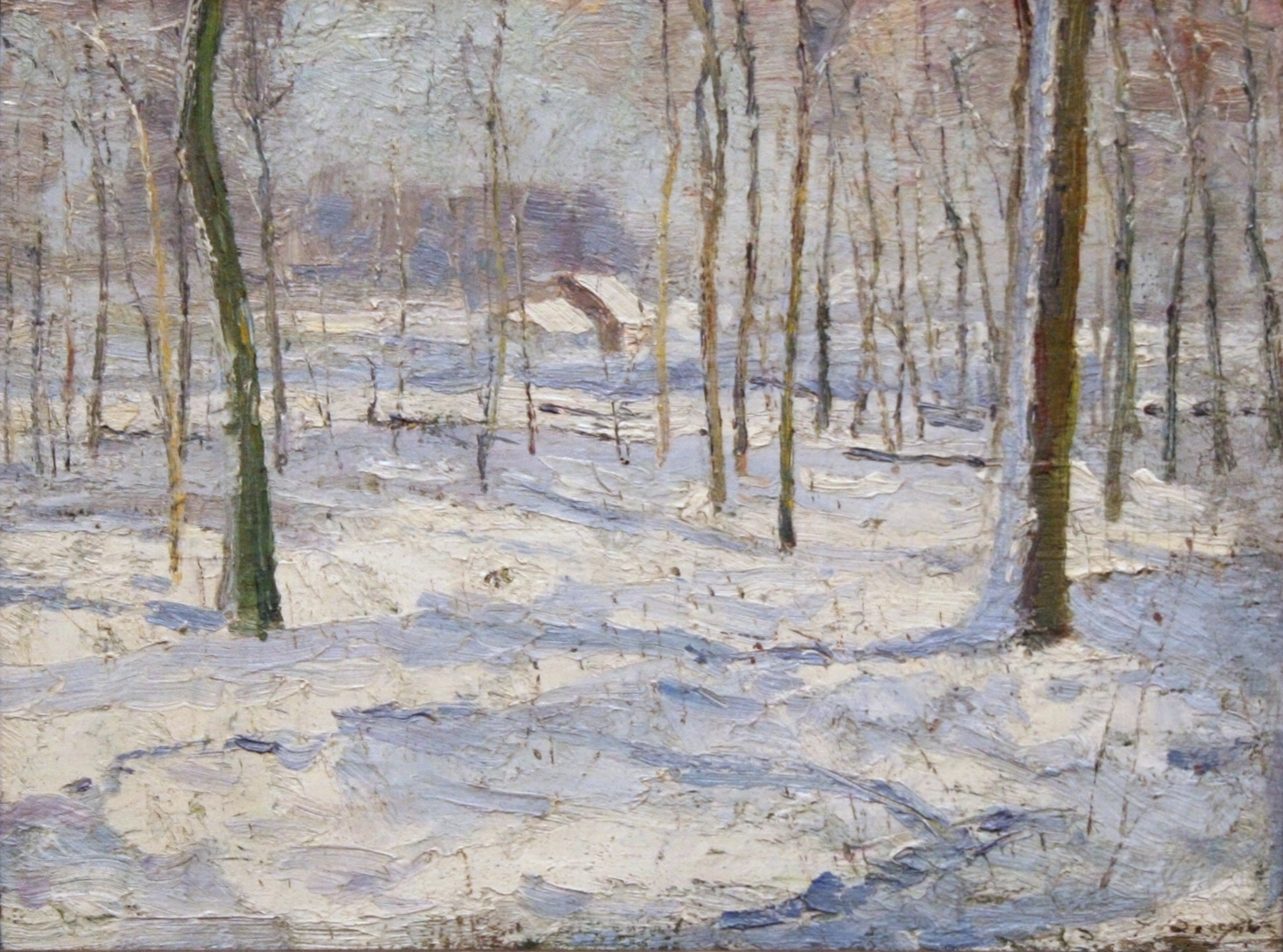
Paysage hivernal (avant 1904), Gand, musée des beaux-arts.

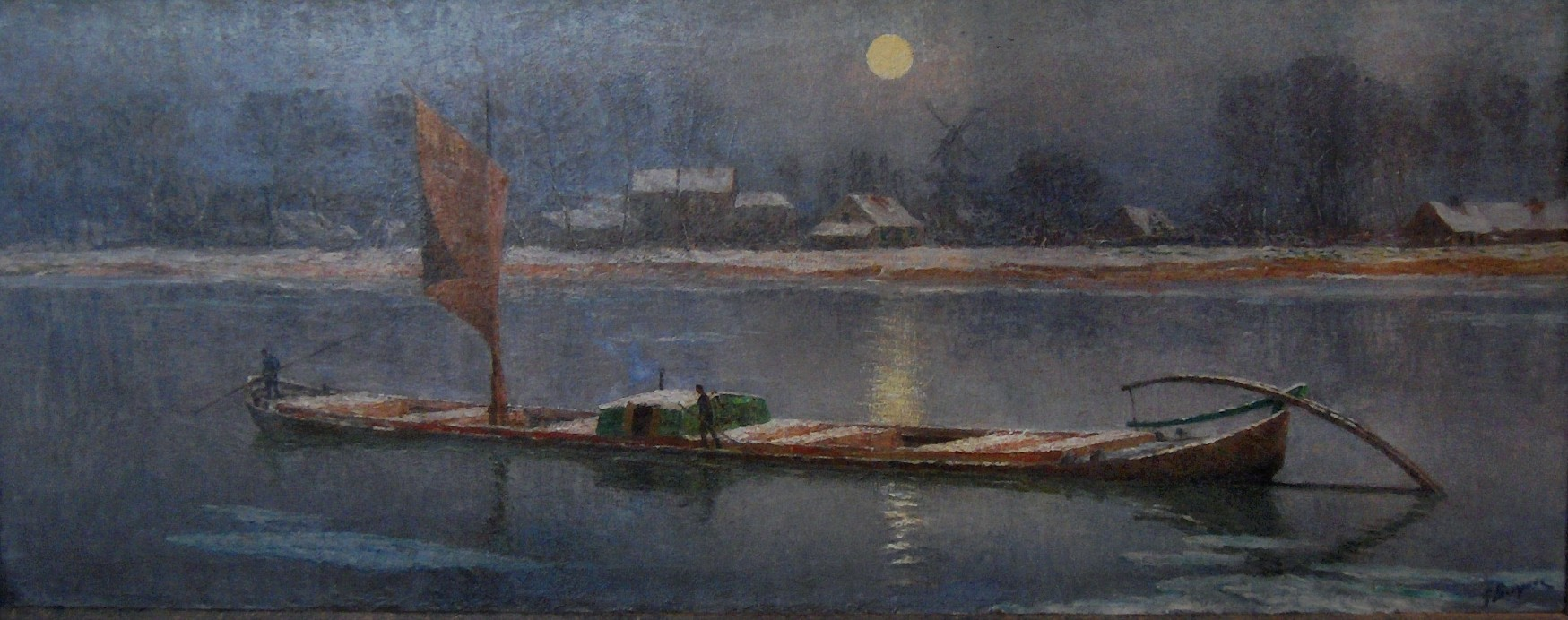
Le canal Gand-Terneuzen en hiver, Museum van Deinze en de Leiestreek.

Georges-Léon-Ernest Buysse, né à Gand le 2 février 1864 et mort dans la même ville le 27 février 1916, est un peintre impressionniste et luministe belge, de même qu'un lithographe.

## Biographie
Fils d’Augustin Buysse (Nevele, 1832 - Gand, 1920), patron d’industrie cotonnière à Gand (« Baertsoen & Buysse ») et d’Emma Hauff (1835-1865), originaire de Bavière, il épouse en 1887 Marthe Baertsoen (1868-1958), sœur de l’artiste Albert Baertsoen et fille de l’associé de son père.
Les liens familiaux de Georges Buysse soulignent sa parenté inscrite dans les mondes littéraires et artistiques : par son père il est le cousin germain de l’auteur flamand Cyriel Buysse ; par sa mère il est apparenté avec l’écrivain romantique allemand Wilhelm Hauff. Il est également apparenté avec les sœurs Rosalie Loveling et Virginie Loveling, toutes deux écrivains néerlandophones, et avec le professeur flamand Julius Mac Leod.
Georges Buysse était destiné à succéder à son père à la tête d’une des grandes industries textiles. Pour cela il est envoyé approfondir ses connaissances dans des filatures en Allemagne et en Angleterre. Il reprend la direction des entreprises familiales d’abord progressivement lors de la maladie de son père puis définitivement après son mariage.
Durant son temps libre, Buysse suit des leçons auprès du peintre gantois Louis Tytgadt et parcourt les musées. Le peintre Émile Claus, qui était de ses amis, lui dispense également beaucoup de conseils.
Il ne prend part à des expositions qu’à partir de 1894 à l’incitation de ses amis, entre autres Émile Claus.
Lors du Salon de 1894 de la Société nationale des beaux-arts à Paris, il expose deux toiles portant sur des « effets de neige ». Dans un premier temps, il expose uniquement à l’étranger : Paris, Venise, Barcelone, Londres, Berlin, États-Unis... et c’est seulement à partir de 1900 qu’il prend part à des expositions dans son propre pays.
Au niveau international, les critiques d’art (articles dans Le Figaro, Art Moderne, Le Matin, le Daily Telegraph, New York Herald, Kölnische Zeitung (de), Allgemeine Zeitung, le Times, le Soir, Daily Express, etc.) lui font bon accueil, tel Arsène Alexandre au sujet du Salon de Paris dans le Figaro du 14 avril 1906 parlant des paysagistes : « Seul, ou presque, le très beau Canal en décembre, de M. Buysse, me paraît offrir une véritable nouveauté. Comme atmosphère, comme trouvaille de couleurs et de lignes, comme vérité de sentiment, c'est un des meilleurs paysages flamands que nous ayons vus en ces dernières années. »
Il expose dans des salons de La Libre Esthétique à Bruxelles et des cercles artistiques gantois et bruxellois. À cette époque, ses thématiques portaient sur des paysages et des vues de la ville de Gand, des vues de jardins de résidences de campagne dans les environs de Gand.
À partir de 1899, il souffre d’une maladie dégénérative pour laquelle aucun diagnostic précis ne fut établi. Il part en cure de repos pour quelques mois dans le Sud de la France et le Nord de l’Italie avec Émile Claus. Il visite les environs de Nice (Saint-Jean-Cap-Ferrat, Villefranche) où il réalise de nombreux pastels ensoleillés.
Il s’établit en 1900 à Wondelgem, dans une demeure magnifique, Ter Vaert, dessinée par l’architecte Art nouveau Paul Hankar. De plus en plus limité dans ses déplacements, il y bénéficiait d’une vue sur le canal Gand-Terneuse. Ce canal et la navigation qui y est liée – et ceci à travers toutes les saisons - allait dès lors jouer un rôle prépondérant dans son œuvre.
En 1904, Buysse est un des cofondateurs du cercle artistique Vie et Lumière, qui regroupait des peintres luministes tels Anna Boch, William Degouve de Nuncques, James Ensor, Adrien-Joseph Heymans, Georges Lemmen, Émile Claus, Jenny Montigny, Anna De Weert, Edmond Verstraeten, Aloïs De Laet, Georges Morren, Willem Paerels, Rodolphe De Saegher et Alfred Hazledine.
Après 1910, sa maladie l’empêche pratiquement de travailler. Au déclenchement de la Première Guerre mondiale, il s’exile en Angleterre, malgré sa maladie qui empire. Il retourne assez vite, en passant par les Pays-Bas, en Flandre où il meurt, à Gand le 27 février 1916, à l'âge de 52 ans. Ses funérailles ont lieu dans l'intimité.

## Œuvre
Ses premières œuvres étaient réalistes ou pré-impressionnistes. La thématique et l’ambiance générale qui s’en dégage reste proche de celle qu’on retrouve chez Albert Baertsoen. Sa palette devient – sous l’influence d’Émile Claus et à la suite de leur voyage dans le sud de la France plus claire. Dès lors, son œuvre reprend clairement des caractéristiques impressionnistes et luministes.
Il adhère totalement au luminisme, notamment en tant que cofondateur du cercle artistique « Vie et Lumière », et reprend cette accentuation de la lumière et des effets de lumière dans sa peinture.
Si son œuvre connaît une certaine célébrité internationale jusqu’à la rétrospective de 1922, elle tombe dans l’oubli malgré la présence d’œuvres dans plusieurs grands musées, dont le musée d’Orsay.
- L'Église Sainte-Catherine à Wondelghem (Gand), 1901, huile sur toile, 138 × 177 cm, Musée des Beaux-Arts de Gand[4]
- La Voile rouge, 1901, huile sur toile, 56 × 75 cm, Musée des Beaux-Arts de Gand[5]
- Le Canal de Terneuzen au printemps au clair de lune, 1902, huile sur toile, 62 × 91 cm, Musée des Beaux-Arts de Gand[6]
- Matin de neige (esquisse), huile sur panneau, 26 × 36 cm, Musée des Beaux-Arts de Gand[7]
- Tempête hivernale, huile sur toile, 89 × 119 cm, Musée des Beaux-Arts d'Anvers[8]

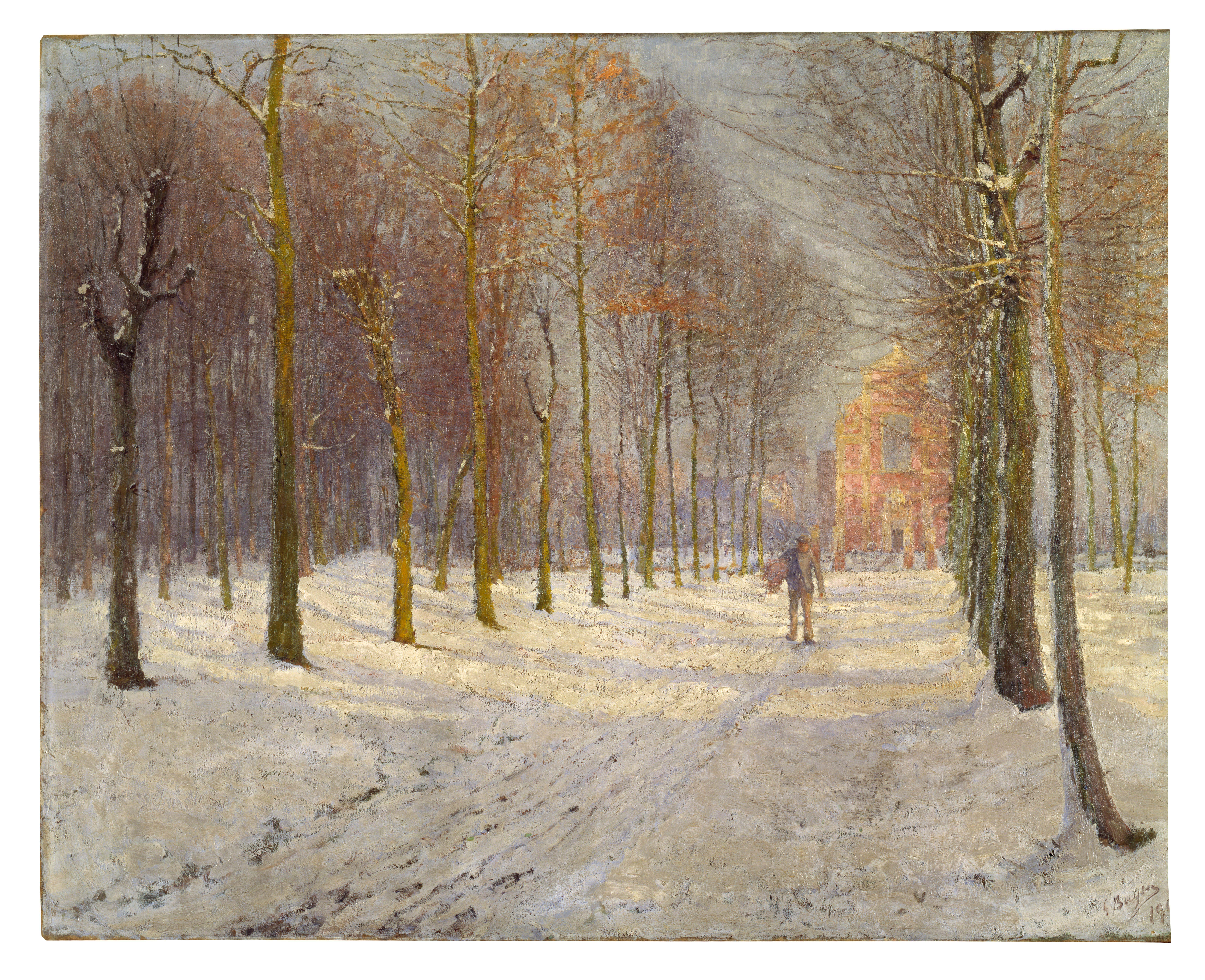
L'Église Sainte-Catherine à Wondelghem (Gand), 1901 Musée des Beaux-Arts de Gand
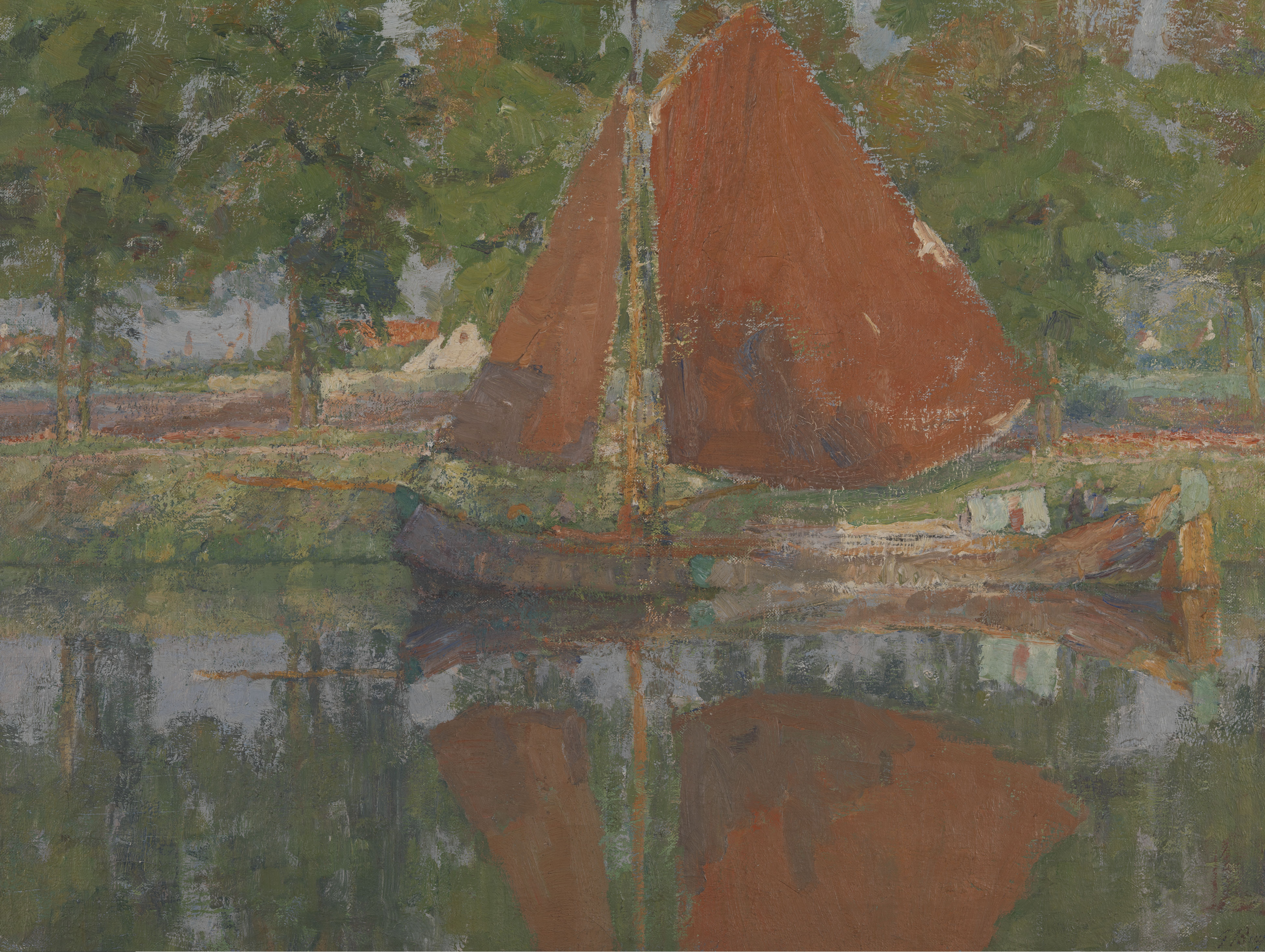
La Voile rouge, 1901 Musée des Beaux-Arts de Gand
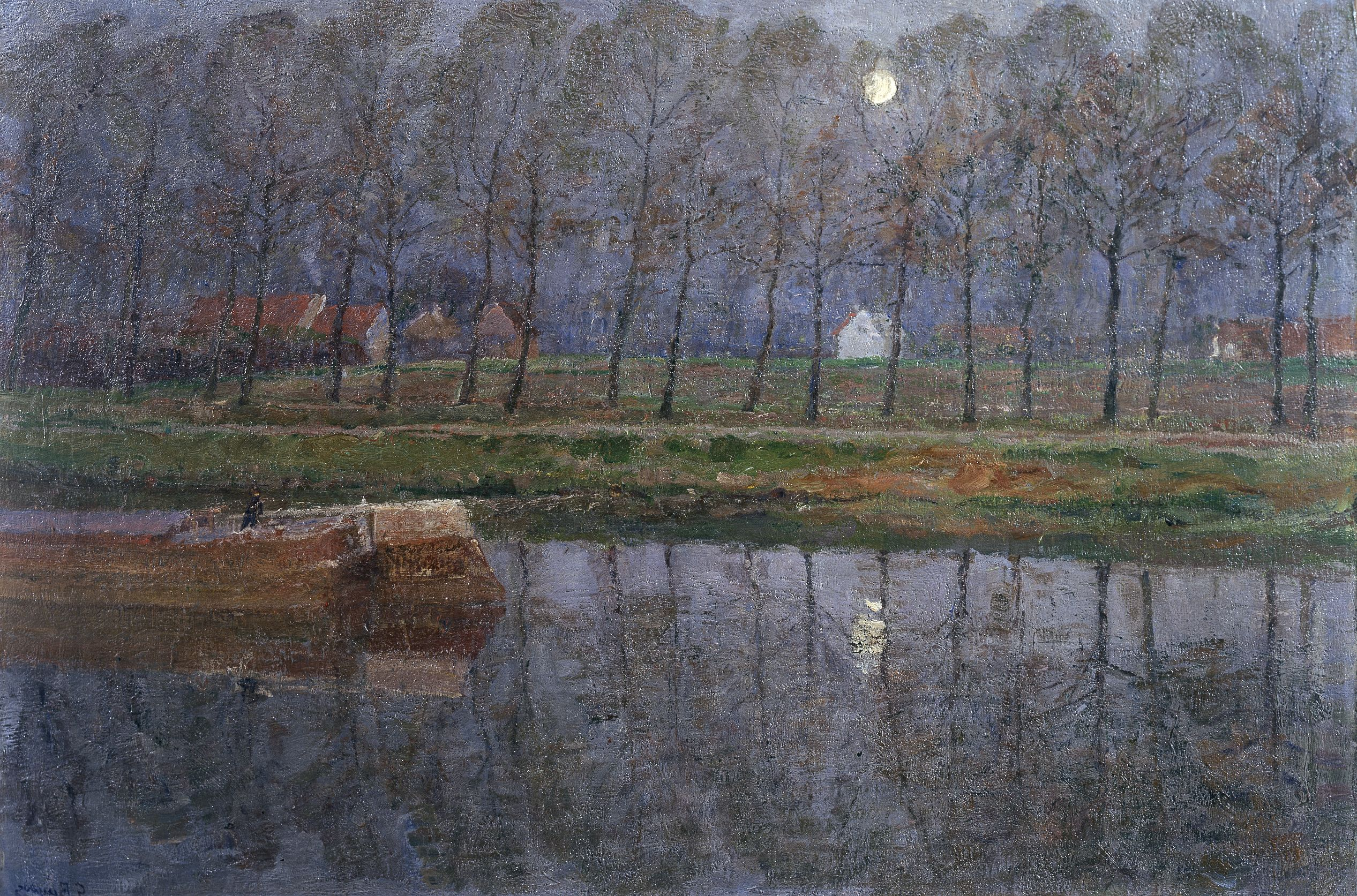
Le Canal de Terneuzen au printemps au clair de lune, 1902 Musée des Beaux-Arts de Gand
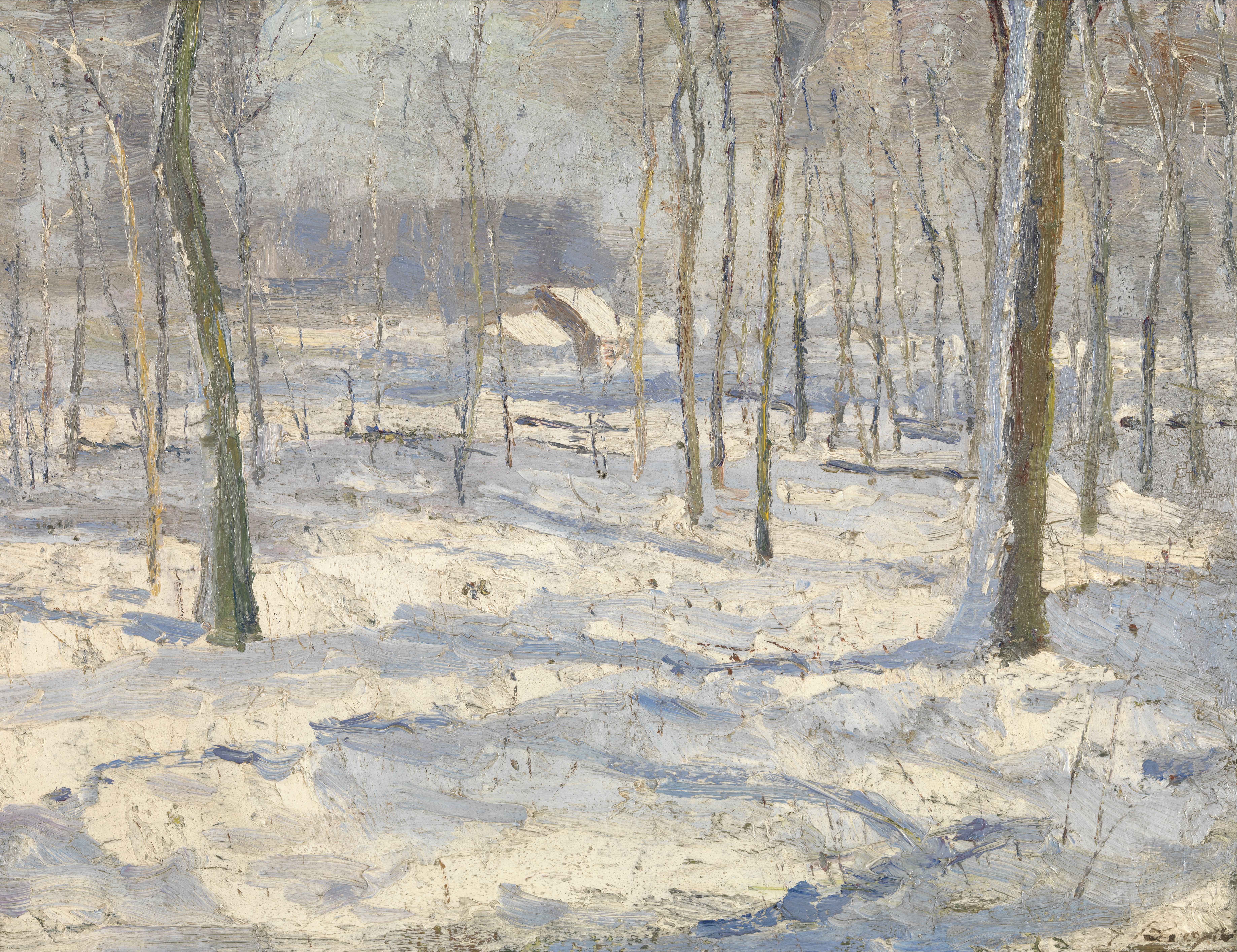
Matin de neige Musée des Beaux-Arts de Gand
Tempête hivernale Musée des Beaux-Arts d'Anvers

## Expositions
- 1894, Paris, 4e exposition de la Société nationale des beaux-arts
- 1897, Paris
- 1898, Venise
- 1902, Gand
- 1906, Gand
- 1906, salon de la Société nationale de beaux-arts à Paris
- 1908, Berlin, Ausstellung Belgischer Kunst
- Décembre 1903, exposition individuelle au Cercle artistique et littéraire de Gand
- 1907, exposition avec Anna Boch au Cercle artistique et littéraire de Bruxelles
- Il est sélectionné plusieurs fois pour participer à la biennale de Venise : 1899, 1901, 1903, 1905, 1907, 1909.
- 1922, une rétrospective est organisée à Gand
- 1984, une rétrospective de 92 œuvres est organisée à Deinze.

## Musées et collections publiques
- Anvers, musée royal des beaux-arts d'Anvers
- Bruxelles, musée royal des beaux-arts de Belgique
- Bruxelles, musée communal des beaux-arts d'Ixelles
- Deinze, Museum van Deinze en de Leiestreek
- Gand, Museum voor Schone Kunsten
- Courtrai, Stedelijke Musea